# Федерація футболу Західної Азії
Федерація футболу Західної Азії (англ. The West Asian Football Federation, WAFF) — підрозділ Азійської конфедерації футболу, що контролює розвиток футболу Західної Азії. Заснована 2001 року.

## Історія
Членами-засновниками Федерації футболу Західної Азії є Іран, Ірак, Йорданія, Держава Палестина, Ліван і Сирія. У 2009 році приєдналися до федерації Об'єднані Арабські Емірати, Катар і Ємен, а в 2010 — Саудівська Аравія, Оман, Кувейт і Бахрейн (Ізраїль, Кіпр а також країни, географічно входять в Західну Азію і розташовані на кордоні з Європою, — Грузія, Вірменія, Азербайджан, Туреччина — є членами УЄФА).
2014 року Іран покинув організацію, створивши нову Футбольну асоціацію Центральної Азії.

## Країни-учасниці
| Асоціації         | Рік приєднання | Команда           |
| ----------------- | -------------- | ----------------- |
| Бахрейн           | 2010           | Бахрейн           |
| Йорданія          | 2002           | Йорданія          |
| Ірак              | 2001           | Ірак              |
| Ємен              | 2009           | Ємен              |
| Катар             | 2009           | Катар             |
| Кувейт            | 2010           | Кувейт            |
| Ліван             | 2001           | Ліван             |
| ОАЕ               | 2009           | ОАЕ               |
| Оман              | 2010           | Оман              |
| Палестина         | 2001           | Держава Палестина |
| Саудівська Аравія | 2010           | Саудівська Аравія |
| Сирія             | 2001           | Сирія             |

## Діяльність
Федерація організовує та проводить чемпіонати Західної Азії з футболу серед чоловічих, жіночих і молодіжних збірних команд, а також чоловічий і жіночий чемпіонати Західної Азії з футзалу.